# 煎茶法
煮茶法，唐代稱為煎茶法，是一種備茶方式。早在三國時期就有接近煎茶的製茶法，而陸羽在《茶經》中對煮茶法有明確的描述。这种烹茶方法后来传至日本、韩国等地区，在茶文化、茶儀式发展史上其影响重大而深远。
煮茶法源于抹茶的烹煮法。在烹煮抹茶的时候，茶叶内所含的物质在沸水里非常容易被浸出来，无法经受长时间的烧煮，茶汤的色泽、香气、味道皆易受到影响。因此，陆羽对抹茶的烹煮法进行了改进。煎茶選用餅茶，先碾碎茶餅、用火烤茶到餅茶呈「蛤蟆背」狀，趁熱包好，防止香氣散佚。冷卻後研成細末，以細羅篩選。選活水，在水略微沸腾、有「魚目」氣泡時稱「一沸」，可加適量鹽調味，除去表面水膜。燒至邊緣氣泡如「湧泉連珠」稱「二沸」，先舀出一瓢水，邊攪動邊放入茶末。再等氣泡如「騰波鼓浪」時稱「三沸」，加入之前舀出的一瓢水，以收斂茶的精華，如此茶就煎好了。此法茶叶煎煮的时间比较短，茶汤的色泽、香气、味道都很好。

## 程序
先把水放进鍑中烧沸，当水面呈现出似鱼眼般碎小的水珠，日略微发出声响的时候，为第一次沸腾，此时要立即将适量的盐加入水中以调和味道。当锅边的水泡像喷涌而出的泉水水珠一样个个相连的时候，为第二次沸腾，此时，先从锅里舀出一“瓢沸水放在一边，然后使用竹夹在锅里搅出水涡，以均匀水的沸腾度。
随后，用茶則取出一则茶末，放入水涡中央，再进行搅动，煮到茶汤有“奔涛溅洙”之势的时候，为第三次沸腾，这时，把刚才从锅里舀出来的那一勺沸水倒進锅里，使茶汤停止沸腾。此时，茶汤表面会出现很多汤花浮沫，这就是茶汤之精华——沫饽。当汤花浮起来的时候，茶的香气就达到了最佳状态，这时，就可以“酌茶”了。酌茶，即用勺往茶盏里均分茶汤。酌茶的要点是要把沫饽均匀地分配到各个茶盏中，如果沫饽分配不均匀，每个茶盏里的茶汤味道就会不同。茶汤嫩绿中带着黄色，似雪的汤花浮于其上，二者相互映衬，别具趣味。